# Aeropuerto Charles M. Schulz–Condado de Sonoma
El Aeropuerto Charles M. Schulz–Condado de Sonoma (anteriormente conocido como: Santa Rosa Army Airfield o en inglés Charles M. Schulz–Sonoma County Airport) (IATA: STS, OACI: KSTS, FAA LID: STS) es un aeropuerto regional localizado a siete millas (11 km) al noroeste del Distrito Central (CBD) de Santa Rosa, una ciudad del condado de Sonoma, California, EE. UU.. Fue inaugurado en 1946.

## Aerolíneas y destinos

### Pasajeros
| Aerolíneas        | Destinos |
| ----------------- | --- |
| Alaska Airlines   | Burbank, Las Vegas, Los Ángeles, Orange County, Portland (OR), San Diego, Seattle/Tacoma Estacional: Palm Springs (inicia el 26 de octubre de 2025) |
| American Airlines | Phoenix-Sky Harbor Estacional: Dallas/Fort Worth |
| American Eagle    | Phoenix-Sky Harbor |